# Tauno Pasanen
Tauno Veikko Pasanen, född 19 april 1934 i Pihtipudas, är en finländsk mördare som dödade fyra poliser 1969 och sin före detta hustru 1996.
Den 7 mars 1969 sköt Pasanen genom fönstret i sin bostad med ett jaktgevär fyra beväpnade poliser som kommit för att anhålla honom för misshandel och olaga hot. De dödade var poliskonstaplarna Mauno Olavi Poikkimäki, Veikko Armas Riihimäki, Onni Saastamoinen och Pentti Olavi Turpeinen.  Pasanen dömdes till livstids fängelse men benådades redan 1 april 1982 av president Mauno Koivisto.
Den 24 augusti 1996 ströp Pasanen sin f.d. hustru Liisa Pasanen efter flera dagars festande med såväl hembränd som laglig alkohol. Pasanen som inte kunde komma ihåg någonting av händelseförloppet dömdes till sju års fängelse för dråp och blev därmed den enda i finsk kriminalhistoria som efter avtjänat livstidsstraff åter dömts för att ha tagit livet av någon.